# Alan Lloyd Hodgkin
Sir Alan Lloyd Hodgkin (Banbury, 5 febbraio 1914 – Cambridge, 20 dicembre 1998) è stato un fisiologo biofisico inglese, premio Nobel per la fisiologia nel 1963, insieme a Andrew Huxley, per i suoi lavori sul potenziale d'azione, premio condiviso con John Carew Eccles.